# Bossier City
Bossier City (fr.: Ville de Bossier) ist eine Stadt im Bossier Parish im Nordwesten des US-amerikanischen Bundesstaates Louisiana. Im Jahr 2020 hatte Bossier City 62.701 Einwohner. Bossier City liegt gegenüber der größeren Stadt Shreveport am Red River und ist Bestandteil der Metropolregion Shreveport – Bossier City.

## Geografie
Bossier City liegt im Nordwesten von Louisiana. Laut United States Census Bureau hat die Stadt eine Fläche von 107,7 km², davon sind 106 km² Landfläche und 1,7 km² sind Wasserfläche. Die Stadt liegt am Red River, durch den Bossier City vom Stadtgebiet von Shreveport getrennt ist.

## Bevölkerung
Nach der Volkszählung im Jahr 2010 lebten in Bossier City 61.315 Menschen in 23.866 Haushalten. Die Bevölkerungsdichte betrug 578,4 Einwohner pro Quadratkilometer. In den 23.866 Haushalten lebten statistisch je 2,5 Personen.
Ethnisch betrachtet setzte sich die Bevölkerung zusammen aus 65,4 Prozent Weißen, 25,6 Prozent Afroamerikanern, 0,5 Prozent amerikanischen Ureinwohnern, 2,0 Prozent Asiaten, 0,2 Prozent Polynesiern sowie 3,5 Prozent aus anderen ethnischen Gruppen; 2,7 Prozent stammten von zwei oder mehr Ethnien ab. Unabhängig von der ethnischen Zugehörigkeit waren 8,1 Prozent der Bevölkerung spanischer oder lateinamerikanischer Abstammung.
26,1 Prozent der Bevölkerung waren unter 18 Jahre alt, 61,7 Prozent waren zwischen 18 und 64 und 12,2 Prozent waren 65 Jahre oder älter. 51,1 Prozent der Bevölkerung war weiblich.

Das mittlere jährliche Einkommen eines Haushalts lag bei 46.518 USD. Das Pro-Kopf-Einkommen betrug 25.091 USD. 16,8 Prozent der Einwohner lebten unterhalb der Armutsgrenze.

## Bildung

### Schulen
Öffentliche Schulen sind:
- Airline high school
- Apollo elementary school
- Bellaire elementary school
- Benton high school
- Benton middle school
- Bossier high school
- Carrie Martin elementary school
- Central Park elementary school
- Cope middle school
- Curtis elementary school
- Elm Grove middle school
- Greenacres middle school
- Haughton high school
- Haughton middle school
- Kerr elementary school
- Legacy elementary school
- Meadowview elementary school
- Parkway high school
- Plain Dealing middle & high school
- Plantation Park elementary school
- Platt elementary school
- Princeton elementary school
- Rodes elementary school
- Rusheon middle school
- R. V. Kerr elementary school
- Stockwell Place elementary school
- Sun City elementary school
- W.T. Lewis elementary school
- Waller elementary school

## Militär
In der Nähe von Bossier City ist die Barksdale Air Force Base mit der 2nd Bomb Wing, der 8. US-Luftflotte und der 917th Wing beheimatet. Es wurde am 2. Februar 1933 gegründet und ist einer der größten Arbeitgeber der Region. Die Basis umfasst 89 km².

## Sport und Glücksspiel
Bossier City ist die Heimat der Bossier-Shreveport Battle Wings, einem Arena-Football-Team. Ebenfalls beheimatet in Bossier City waren die Bossier-Shreveport Mudbugs, ein Eishockeyteam, welches in der Central Hockey League spielte.
Die Stadt ist ein Mekka des Glücksspiels, mit Kasinos entlang des Red Rivers und Pferderennen im Harrah’s Louisiana Downs, welches 1974 eröffnet wurde.

## Verkehr
Der ÖPNV in Bossier City ist mindestens bis 2025 kostenlos.

## Söhne und Töchter der Stadt
- Buddy Roemer (1943–2021), Politiker, Gouverneur des Bundesstaates Louisiana
- Jesse Winchester (1944–2014), Country-Musiker und Songwriter
- Shannon Leto (* 1970), Fotograf und Musiker
- Jared Leto (* 1971), Schauspieler und Musiker
- Blayne Weaver (* 1976), Schauspieler, Drehbuchautor, Filmregisseur und -produzent
- Terrace Marshall Jr. (* 2000), American-Football-Spieler